# Mas Vinyoles (Sant Pere de Torelló)
El Mas Vinyoles és una masia de Sant Pere de Torelló (Osona) catalogada com a Bé Cultural d'Interès Local.

## Descripció
És una casa aïllada, de planta rectangular, coberta amb una teulada a quatre vessants, que actualment està habitada.

## Història
En el segle xiii existien dos masos amb el mateix nom: Vinyoles de Munt i Vinyoles de Baix.
El topònim Vinnoles en llatí vulgar fa referència a antics cultius de vinya, dels quals en parlem documents del segle xiv.